# Noi, ragazzi di oggi
Noi, ragazzi di oggi è un brano musicale scritto da Cristiano Minellono e Toto Cutugno, e interpretato da Luis Miguel e pubblicato dalla EMI Italiana nel 1985.

## Successo in Italia
Il cantante messicano, arrivato in Italia quasi quindicenne, partecipa con questa canzone al 35º Festival di Sanremo classificandosi secondo nella categoria Campioni alle spalle dei Ricchi e Poveri, vincitori della manifestazione.
Pubblicato come singolo, raggiunge il primo posto della hit parade il 23 febbraio 1985 e lo conserva 3 settimane, per poi rimanere al secondo, preceduto da Una storia importante di Eros Ramazzotti, nelle 4 successive.
A fine anno risulterà settimo nella classifica dei più venduti in Italia.

## Il brano negli album
L'edizione italiana (1985) del LP omonimo, contiene, oltre al brano con un arrangiamento simile all'originale e il suo lato B, anche le versioni tradotte dei pezzi presenti in spagnolo nel precedente Palabra de honor del 1984.
Queste canzoni in italiano compaiono, in ordine diverso e senza Il cielo, negli album per i mercati latino e internazionale: Amándote a la italiana e Luis Miguel canta en italiano (conosciuto anche col titolo Collezione privata), pubblicati sempre nel 1985.

## Versione in spagnolo
Il singolo intitolato "Los muchachos de hoy" è l'adattamento in lingua spagnola della canzone e fa parte della colonna sonora del film Febbre d'amore (Fiebre de amor) del 1985, che vede lo stesso Luis Miguel nel ruolo di co-protagonista.

## Tracce
Lato A
1. Noi, ragazzi di oggi – 3:49 (testo: Cristiano Minellono – musica: Toto Cutugno)

Lato B
1. Il cielo – 4:10 (testo: Cristiano Minellono – musica: Toto Cutugno)